# Sesquialtera audens
Sesquialtera audens là một loài bướm đêm trong họ Geometridae.